# Campanologi
Campanologi er læren om klokker og klokkeringning.
klokkenistafdelingen ved Kirkemusikskolen i Løgumkloster uddanner campanologer.